# Paredes da Vitória

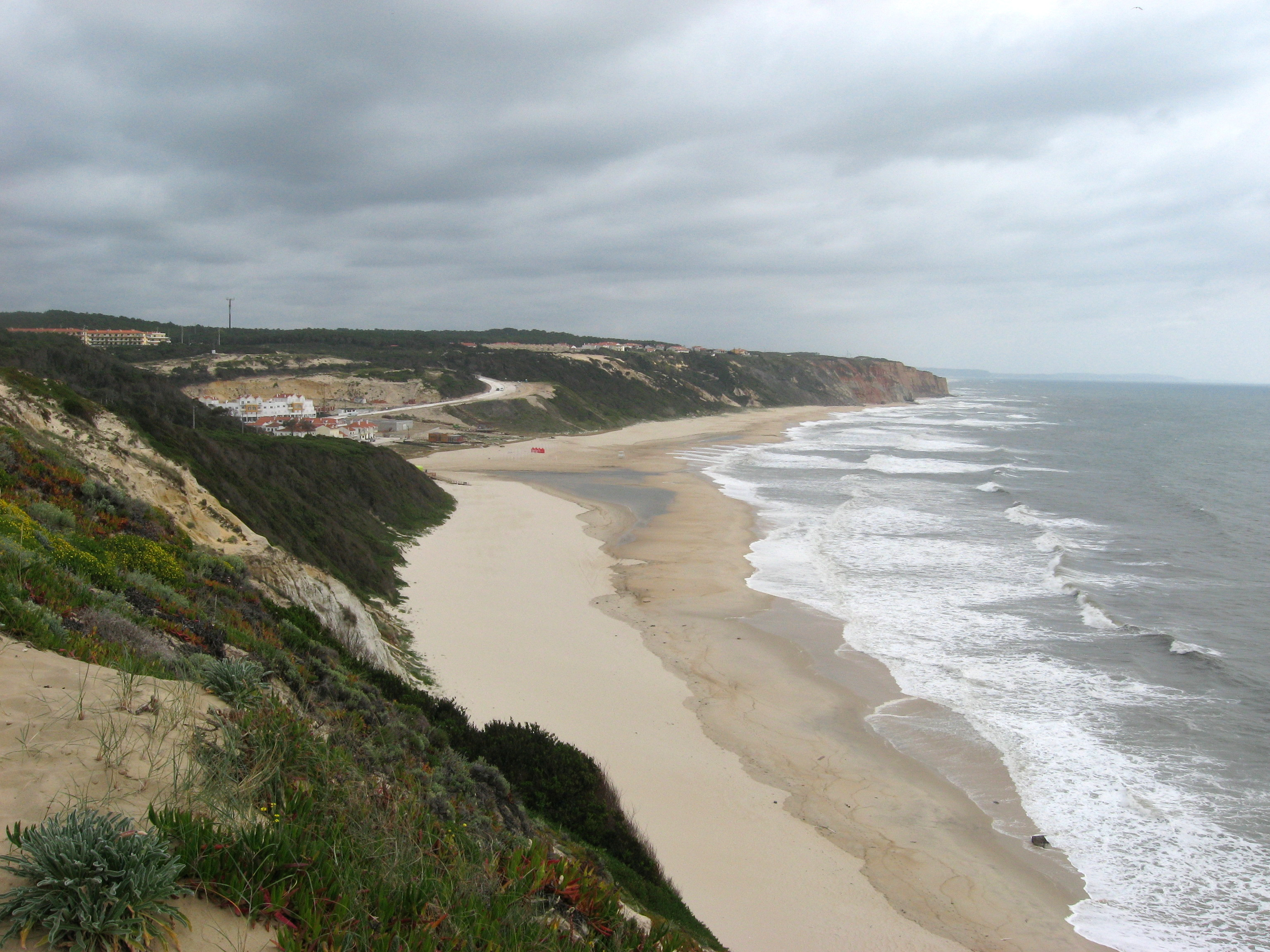
Alte Hafenbucht von Paredes

Paredes da Vitória ist eine im 16. Jahrhundert untergegangene Hafenstadt in Portugal, die zu den 13 Städten der Coutos de Alcobaça, dem ehemaligen Herrschaftsgebiet der Abtei von Alcobaça, gehörte. Heute ist Paredes ein Dorf, mit wenigen 100 Einwohnern, Teil der etwa 6 km entfernt landeinwärts liegenden Stadt Pataias im Landkreis Alcobaça und dem Distrikt Leiria, in der historischen Provinz Estremadura gelegen.

## Heutiges Paredes

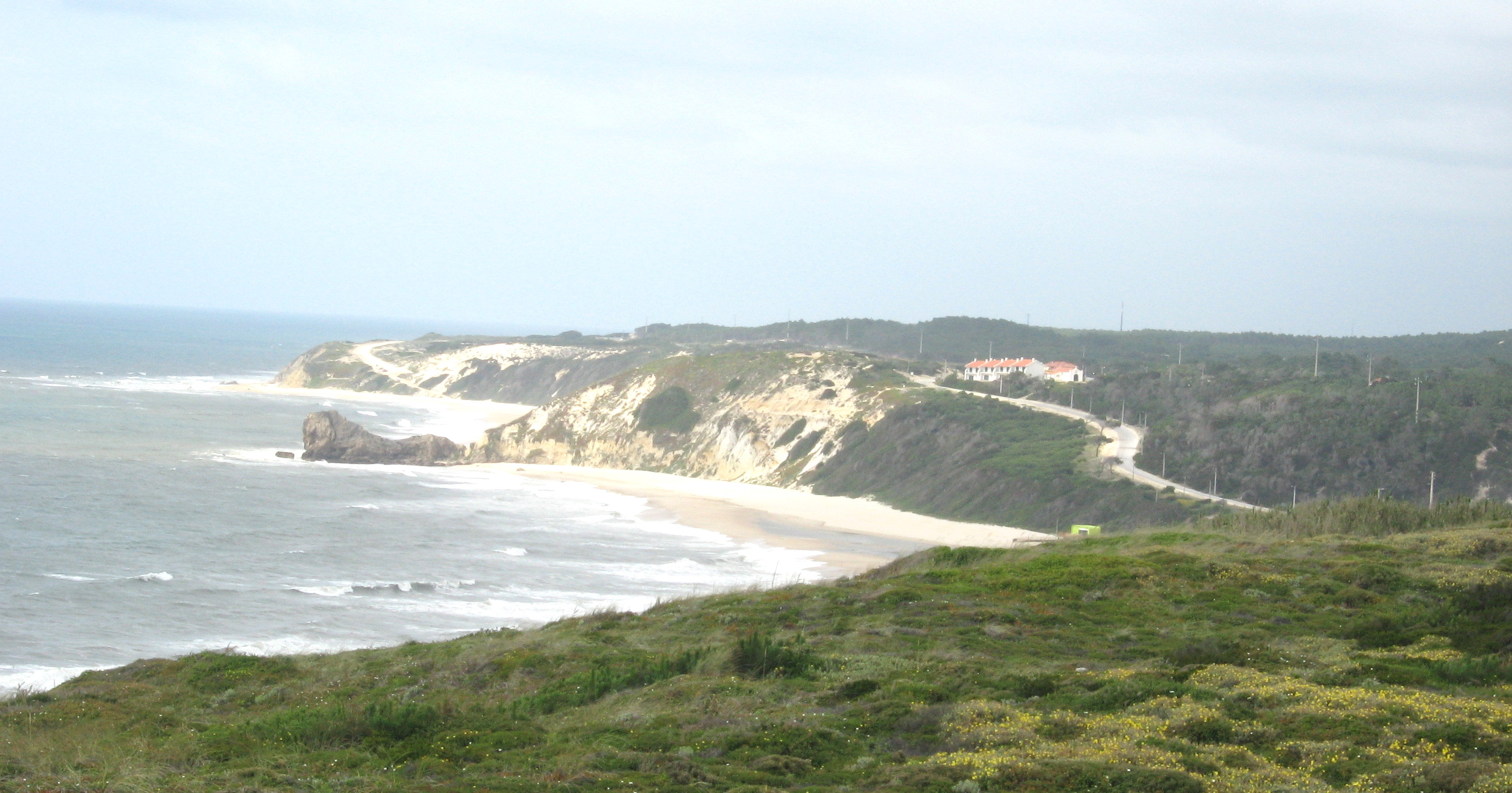
Buchten von Paredes

Das moderne Paredes liegt in und um der ehemaligen Hafenbucht der historischen Stadt, in landschaftlich ungewöhnlich reizvoller Lage mit steil zu den Sandstränden abfallenden Felsen und Klippen inmitten eines dicht bewachsenen Waldgebiets. Ins Land zieht sich ein enges Flusstal mit fast hundert Metern hohen Steilhängen. Die meisten neuen Bauten dienen touristischen Zwecken. An die historische Stadt erinnert nichts mehr, mit Ausnahme der von der Landschaft gebildeten Formation eines Teiles der alten Hafenbucht. An die alte Größe knüpft noch die Tradition einer jährlich am 15. August zu Ehren  der Nossa Senhora da Vitória (Unserer Frau des Sieges) stattfindenden Marienprozessionvon Pataias nach Paredes an, heute begleitet von Pferden, Maultieren und Traktoren. Früher führten solche Prozessionen auch zur Nossa Senhora da Nazaré in Sítio, Nazaré.

## Historischer Ort

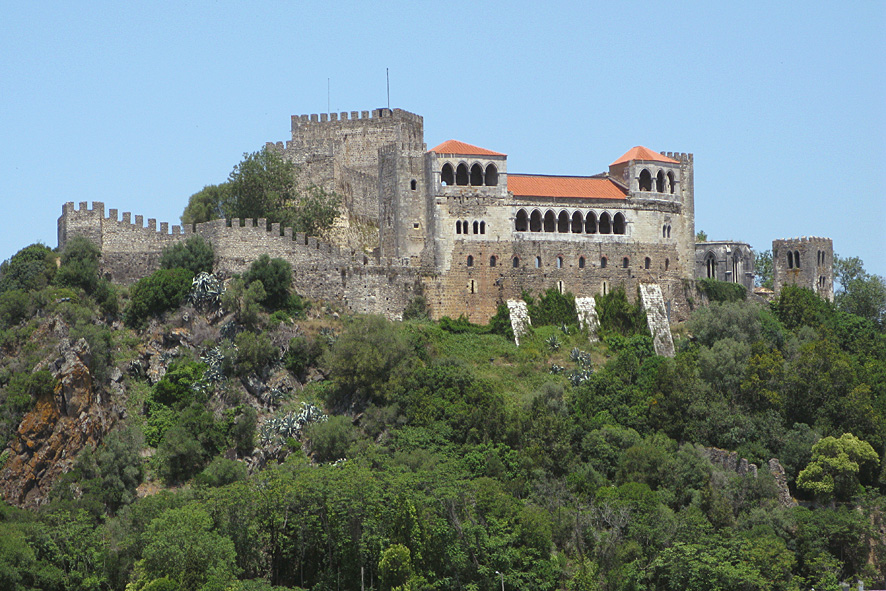
Castelo de Leiria - König Dinis ließ seine königliche Residenz in Leiria errichten und im gesamten Küstenbereich zur Befestigung der Wanderdünen und, um Holz für den Bootsbau zu haben, den historischen Pinhal de Leiria (Pinienwald von Leiria) anlegen.

Der historische Hafen von Paredes dürfte schon zur Römerzeit existiert haben, da von Paredes eine Römerstraße ausging, die über Colipo (São Sebastião do Freixo bei Leiria), Porto de Mós, Tomar nach Conimbriga (beim heutigen Coimbra) führte. Nach mittelalterlichen Beschreibungen schirmte die noch heute auf der Westseite der Bucht ins Meer ragenden Felsformation zusammen mit einer Mole die Bucht ab. Im Rahmen der Reconquista wurde dieses Gebiet zwischen 1140 und 1150 von den Mauren befreit und der König übernahm den Hafen. Nach der Urkunde aus dem Jahre 1153, mit der Afonso Henriques, der erste König Portugals, die Abtei Alcobaça stiftete und ihr zugleich ein knapp 500 km² großes Gebiet, in dem die späteren Coutos de Alcobaça entstanden sind, geschenkt hatte, liegt Paredes innerhalb des Stiftungsgebiets. Tatsächlich aber wurde Paredes als königlicher Hafen genutzt, vor allem von König Dinis in seiner Regierungszeit 1279–1325, da der Hafen besonders nahe zur vom König bevorzugten Residenz in Leiria lag. In dieser Zeit soll Paredes über 600 bewohnte Häuser aufgewiesen haben, was einer Bevölkerung von etwa 2.400 Personen entsprochen hätte, nach anderer Überlieferung seien es 1340 nur knapp 500 Einwohner gewesen. König Dinis verlieh Paredes 1282 einen Freibrief und nahm es damit von der Herrschaft der Abtei Alcobaça ausdrücklich aus. 1368 jedoch schenkte König Fernando I. (1345–1383), dessen Vater Pedro I. ein Jahr zuvor im Kloster von Alcobaça zusammen mit seiner großen Liebe Inês de Castro bestattet worden war, Paredes der Abtei. Es wird berichtet, dass der Hafen noch bis zur Regierungszeit von König Manuel I. (1491–1521) ein großes Wachstum aufgewiesen habe. 1515 erhielt Paredes wie die meisten anderen Städte der Coutos de Alcobaça durch König Manuel ein neues Stadtstatut. Doch seit Beginn des 16. Jahrhunderts nahm die Bevölkerung rapide ab, 1527 wurden nur noch 27 bewohnte Häuser gezählt, 1537 nur noch 14. 1542 wird berichtet, dass die Kirche von Paredes nach Pataias verlegt wurde und die letzten Einwohner ebenfalls dorthin umgezogen seien. Pataias, bis damals eine zur Paredes gehörende Siedlung, erhielt im selben Jahr die Stadtrechte. Zuvor hatten sich auch viele Bewohner von Paredes, wie die Fischer, die die See nicht missen konnten, südlich von Pederneira, heute Nazaré, auf den Anhöhen von Famalicão angesiedelt. Dorthin hatten sie auch die Schutzheilige von Parades Nossa Senhora da Vitória in Form einer Statue mitgenommen.

## Gründe des Niedergangs
Die Gründe für den plötzlichen Untergang von Paredes liegen im Dunkeln. Einmal wird eine zunehmende Versandung der Bucht von Paredes angeführt, etwas das zweihundert Jahre später auch die Häfen von   Pederneira, São Martinho do Porto und Alfeizerão, alles Städte der Coutos de Alcobaça, treffen sollte, was aber den so plötzlich in Paredes eingetretenen Wandel nicht allein zu erklären vermag. Andere verweisen auf die großen Katastrophen des 16. Jahrhunderts, die generell ab 1527 in Form der Pest und großer Erdbeben eingetreten sind. Über ein Erdbeben  von 1531 berichtet ein Zeitgenosse, dass alles so gebebt habe, als seien Himmel und Erde zusammengetroffen. Berichte über die letzte Umsiedlung der Einwohner von Paredes nach Pataia im Jahre 1542 erwähnen ebenfalls als Grund ein Erdbeben. Es werden vermutlich mehrere dieser Umstände zusammengetroffen sein, die die Bevölkerung von Paredes zwangen, ihre Stadt samt Hafen aufzugeben.